# UTC+9:30
UTC+9:30 je vremenska zona.

## Kao standardno vreme (cele godine)
- Australija
  -  Severna teritorija (Australija)

## Kao standardno vreme samo zimi (južna hemisfera)
- Australija (ACST—Australijsko centralno standardno vreme)
  - Okrug Jankovina (Yancowinna) u Novom Južnom Velsu
  -  Južna Australija